# Zawyet El Aryan
Zawyet El Aryan (arabsko زاویة العریان) je mesto v egiptovskem guvernatu Giza med Gizo in Abusirjem. V puščavi zahodno od mesta je staroegipčanska nekropola z enakim imenom. Skoraj naravnost preko Nila je staroegipčanska prestolnica Memfis. V Zawya Al-Arianu sta dva piramidna kompleksa in pet mastabnih pokopališč.

## Piramidi

### Plastna piramida
Plastna piramida je bila zgrajena v Tretji dinastiji, verjetno v času faraona Kabe. Zasnovana je bila kot stopničasta z morda pet ali sedem stopnjami. Arheologi med izkopavanji niso našli nobenih plošč njene obloge, zato domnevajo, da ni bila nikoli dokončana. Razporeditev podzemnih prostorov je podobna razporeditvi v Sekemketovi Pokopani piramidi. Koridor, ki vodi v njeno notranjost, ima dvaindvajset stranskih komor za skranjevanje pokopne opreme.

### Nedokončana piramida
Nedokončana piramida pripada faraonu iz Četrte dinastije z nečitljivim imenom in obsega le malo več kot masiven vhod v podzemne prostore. Od piramide je ostal samo pravokoten temelj, na katerem naj bi bila zgrajena. V jarku, vsekanem skozi zgradbo, ki bi lahko bil iz kasnejšega obdobja, so odkrili sarkofag iz rožnatega granita. Domneva se, da so pod piramido podzemni prostori, vendar izkopavanja niso mogoča, ker so ostanki piramide na rovane vojaškem območju.

## Nekropole
Področje Zawyet El Aryana je obdano s petimi pokopališči iz Prve, Druge, pozne Tretje, in Osemnajste dinastije in rimskega obdobja. Velike grobnice so samo na pokopališču iz pozne Tretje dinastije. Štiri od njih so mastabe iz blatnih zidakov. Velike grobnice so verjetno pripadale članom faraonove družine in dvornih uradnikov, zlasti ogromna mastaba približno 200 m severno od piramide, zdaj znana kot Mastaba Z500. V njej so odkrili osem marmornih skled s serekom faraona Kabe. Reisner in Fisher sta iz tega zaključila: »Če so mastabe povezane s faraonom, ki je gradil piramido, se je  ta  faraon verjetno imenoval Kaba«. Večina egiptologov se z njunim mnenjem strinja.

## Sedanje stanje
Leta 1960 je večino območja Zawyet El Aryana zasedla vojska in ustanovila vojaško bazo. Dostop do piramid je bil do leta 1964 prepovedan. Na nekropolah so bili zgrajeni vojaški bungalovi, vstopni jašek v Nedokončano piramido pa je postal odlagališče odpadkov. Stanje obeh pogrebnih jaškov ni znano, vendar je zelo verjetno katastrofalno.